# Fire Emblem Gaiden
Vous lisez un « bon article » labellisé en 2018.
Fire Emblem Gaiden est un jeu vidéo de rôle tactique développé par Intelligent Systems et édité par Nintendo, sorti le 14 mars 1992 sur Famicom, exclusivement au Japon. C'est le second épisode de la série Fire Emblem et le dernier jeu de la série à avoir été édité sur Famicom.
Alors qu'une guerre éclate entre Rigel et Zofia, les deux royaumes de Valentia, deux amis d'enfance, Alm et Celica, tentent de rétablir la paix, respectivement en essayant de contrer la tentative d'invasion de Rigel, et de retrouver Mila, la Déesse Mère de la Terre portée disparue. Le joueur peut diriger ces deux armées simultanément, afin de faire progresser l'histoire et de restaurer la paix à Valentia, en recrutant de nombreux alliés en chemin.
Il reprend le système de jeu du premier jeu de la série, Fire Emblem: Shadow Dragon & the Blade of Light, tout en ajoutant de nouveaux éléments de gameplay comme une carte du monde navigable. L'action de ces jeux est d'ailleurs située dans le même monde, mais sur un continent différent, Valentia.
Bien que décrié par la critique dans un premier temps, Fire Emblem Gaiden reste un succès commercial et plusieurs de ses nouveautés sont par la suite reprises par d'autres opus de la saga Fire Emblem, comme la carte du monde. Il est d'ailleurs comparé sur cet aspect à Zelda II: The Adventure of Link ou à Castlevania II: Simon's Quest, eux aussi des seconds opus de sagas débutées sur Famicom, radicalement différents de leurs prédécesseurs, et dont les innovations ne font pas l'unanimité.
Le jeu est ressorti à plusieurs occasions en version dématérialisée : le 4 novembre 2009 sur la console virtuelle de la Wii, le 5 avril 2013 sur celle de la Nintendo 3DS, et le 20 avril 2014 sur celle de la Wii U, toujours exclusivement au Japon. Un remake du jeu intitulé Fire Emblem Echoes: Shadows of Valentia est sorti le 20 avril 2017 au Japon, le 19 mai 2017 en Amérique du Nord et en Europe et le 20 mai 2017 en Australasie sur Nintendo 3DS.

## Trame

### Univers
Fire Emblem Gaiden se déroule dans un univers fictif médiéval et fantastique, sur le continent Valentia situé à l'ouest d'Archanea, le continent du jeu précédent, dont il est séparé par un océan. Valentia est créé par les dieux jumeaux Duma et Mila. Néanmoins, à la suite de désaccords, le continent est divisé : Rigel, au nord, sous la bénédiction de Duma, a pour valeurs l'honneur, la force et l'ordre, tandis que Zofia, au sud, bénéficie de la bénédiction de Mila et possède des ressources en abondance.

Blason du Royaume de Zofia.

Blason de l'Empire de Rigel.

Le royaume de Zofia, dont le peuple vénère Mila, déesse mère qui protège les terres et garantit des récoltes abondantes, se situe au sud du continent de Valentia et est dirigé par le roi Lima IV. Néanmoins, ce dernier n'étant que peu intéressé par le pouvoir, c'est en réalité Desaix, le chancelier à la solde du l'empire de Rigel, qui est réellement aux commandes du royaume. Celica, de son vrai nom Anthiese, est la princesse de ce royaume, appelée à le diriger à la mort du roi Lima IV. Au sein du royaume de Zofia, il existe un groupe résistant à l'envahisseur rigélien, la Délivrance, dirigée par Clive, chevalier zofien resté fidèle à sa patrie. Dans la première partie du jeu, l'armée dirigée par Alm s'efforce de libérer Zofia. Au sud de Zofia se trouve une île, Novis, où se situe un monastère dans lequel Celica est cachée durant son enfance, avec ses meilleurs amis Mae, Genny et Boey. Le village de Ram, où les personnages principaux ont passé leur enfance et leur adolescence, ainsi que le temple sacré de Mila, se trouvent également en Zofia.
L'empire de Rigel, dont le peuple vénère Duma, dieu guerrier ayant appris à son peuple à se baser sur la force, se situe au nord du continent et est dirigé par l'empereur Rudolf III. À la suite de mauvaises récoltes et des réponses négatives de Zofia aux appels à l'aide de Rigel, ce dernier déclare la guerre à Zofia. Dans la seconde partie du jeu, les armées de Celica et d'Alm cherchent respectivement à libérer la déesse Mila, portée disparue en Rigel, et à renverser l'empereur rigélien. La tour de Duma, lieu principal du culte du dieu guerrier, se situe en Rigel.

### Personnages
Le premier personnage principal est Alm, jeune homme élevé par son grand-père, le général zofien Mycen, dans le petit village reculé de Ram, au sud de Zofia. Il porte une étrange marque à sa main gauche. Il rejoint finalement la « Délivrance », armée souhaitant libérer Zofia de l'envahisseur rigelien, avec ses amis Tobin, Gray et Kliff. Il devient plus tard le commandant de cette armée de résistance. Il est l'ami d'enfance de Celica, dont il est amoureux.
Le second personnage principal est Celica, jeune femme et princesse de Zofia. Après le meurtre de son père, elle devient la dernière personne de la famille royale zofienne encore en vie, et donc la potentielle reine de Zofia. Elle commence l'aventure dans un monastère de l'île de Novis, située au sud-est de Zofia, qu'elle quitte avec ses amis Mae, Boey et Genny avec pour objectif de retrouver Mila, la déesse protectrice de Zofia qui a disparu. Là où Alm favorise la contre-attaque contre l'empire de Rigel, elle cherche une solution plus pacifique, avec le soutien des dieux. Elle porte une étrange marque sur sa main droite.

### Histoire

Blason de Mila, déesse mère protectrice de Zofia.

Blason de Duma, dieu guerrier protecteur de Rigel.

L'histoire de Fire Emblem Gaiden est divisée en cinq chapitres, au cours desquels le joueur contrôle à tour de rôle les armées d'Alm et de Celica.
Le premier chapitre débute au village de Ram, où Alm s'entraîne avec son grand-père Mycen. Arrive alors au village Lukas, un soldat de « La Délivrance », armée zofienne souhaitant libérer Zofia du joug rigélien, après un raid sur le château royal ayant conduit à la mort du roi de Zofia de la main de son propre chancelier Desaix, agissant sur ordre de Rigel. Lukas souhaite convaincre Mycen, ancien chevalier d'élite, de sortir de sa retraite pour le bien de Zofia, sans succès. Néanmoins, Alm et trois de ses amis villageois Kliff, Tobin et Gray, décident de rejoindre la Délivrance et de se battre pour leur pays. Au cours de nombreuses péripéties, aux termes desquelles ils sont rejoints par les autres membres de la Délivrance, Alm et ses amis réussissent à reprendre le château de Zofia.
Le deuxième chapitre commence au prieuré de Novis. Celica décide de quitter le prieuré avec ses amis Mae, Boey et Genny, afin de découvrir pourquoi la déesse Mila les a abandonnés. Lors de son voyage en mer, elle affronte de nombreux pirates et recrute de nouveaux alliés, avant de finalement arriver à Zofia et de retrouver Alm. En raison de leurs opinions divergentes sur la suite de la guerre, chacun continue de son côté le but qu'il s'est fixé à l'aide de son armée.
En se rendant au temple de Mila, occupé par les troupes des fidèles de Duma, Celica et son armée mettent un terme aux actions d'un groupe de pirates agissant dans le secteur. Une fois le temple libéré, Celica apprend que Mila est retenue prisonnière à la tour de Duma, en Rigel. Elle est également couronnée princesse de Zofia, les prêtresses de Mila prouvant son appartenance à la famille royale. Elle traverse alors Rigel et grâce aux indications d'un ancien prêtre du culte de Duma, qui renforce Alm à distance selon le souhait de Celica. Elle atteint ensuite la tour de Duma, mais se sacrifie à Duma en échange du sauvetage d'Alm, ce dernier étant submergé par les armées de Duma.
Parallèlement, Alm continue son avancée en Rigel, afin de destituer Rudolf III. Après avoir libéré les villages de Rigel, lui et son armée assiègent le château de Rigel et terrassent l'empereur. Alm apprend du dernier souffle de Rudolf III qu'il est en réalité son fils caché, envoyé pour sa sécurité au village de Ram, afin de l'éloigner des fidèles de Duma. Lui confiant Falchion, l'épée sacrée, il le sacre nouvel empereur de Rigel, et lui demande de débarrasser Valentia du joug des dieux.
Alm se rend alors vers la tour de Duma, afin de libérer Celica et de détruire Duma. Il libère l'âme de Celica et son armée de Duma, et les deux armées s'unissent pour mettre un terme au règne du dieu guerrier.
Une fois Duma vaincu, Alm épouse Celica et abolit les frontières entre Rigel et Zofia pour créer le royaume unique de Valentia, dont il devient le premier roi. 

## Système de jeu

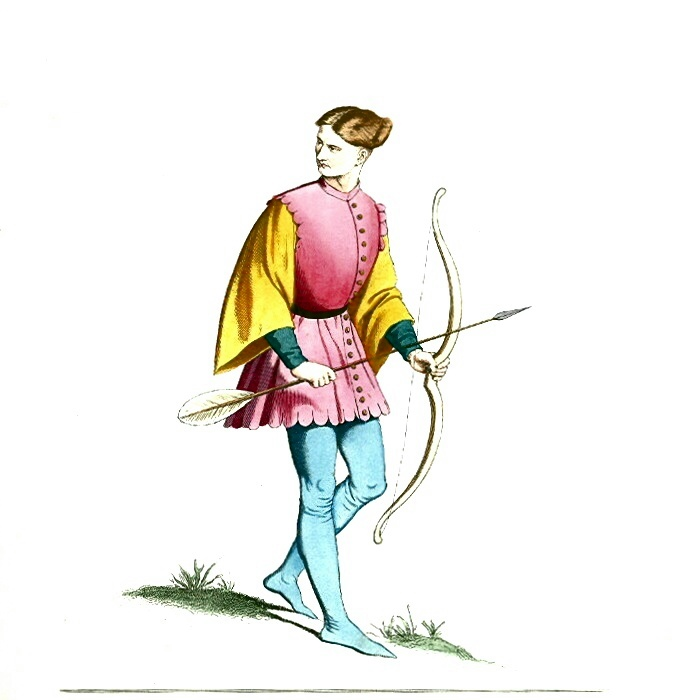
Dessin représentant un archer médiéval, similaire à de nombreuses unités du jeu comme Tobin ou Leon.

### Généralités
Fire Emblem Gaiden est un jeu vidéo de rôle tactique dans lequel le joueur enchaîne des phases de dialogues et des combats au tour par tour afin d'avancer dans l'intrigue. Le joueur contrôle deux armées, qu'il doit guider vers la victoire tout en accomplissant un certain nombre de tâches pour réussir la mission. Il dirige ses deux armées sur la carte du monde, choisissant ainsi les futures batailles et alternant entre village et combat. Cette carte du monde est entièrement explorable et le joueur débloque l'accès à de nouvelles zones au fur et à mesure qu'il avance dans l'aventure, une nouveauté par rapport au jeu précédent,. Sur cette carte, le joueur peut choisir de revenir en arrière afin de gagner plus d'expérience, et certains ennemis réapparaissent alors sur la carte.
Le joueur suit également des images fixes ou légèrement animées, proposant des boites de dialogues décrivant la narration d'un scénario linéaire ne laissant aucun choix au joueur (en dehors de l'ordre dans lequel les missions peuvent être accomplies). Le joueur est régulièrement confronté à des combats, durant lesquels il contrôle des personnages sur une carte composée d'une grille, affichée dans une perspective en vue de dessus. Lors de ces combats ou des interactions entre les différents personnages, la vue peut se transformer et passer en vue objective.
Contrairement au jeu précédent, Fire Emblem Gaiden propose deux niveaux de difficultés. Le mode « Facile » octroie plus d'expérience aux unités, ce qui permet entre autres au joueur de changer d'équipement en dehors des combats, tandis que le mode « Normal » correspond au mode de jeu classique. Néanmoins, ce mode « Facile » est accessible uniquement par l'intermédiaire d'un code de triche.
C'est également le premier jeu Fire Emblem à proposer l'exploration de villages ou d'échoppes entre les batailles, abandonnant ainsi le système de boutique située sur le champ de bataille. En plus des villages, le joueur peut explorer des châteaux et des grottes, qui lui permettent d'obtenir des armes et des trésors.

### Combats
Les combats de Fire Emblem Gaiden se déroulent sur le principe du tour par tour, où les personnages dirigés par le joueur, les ennemis (en général des soldats ennemis, mais également des monstres) et les unités alliées (affichées en vert si elles sont présentes), agissent chacun leur tour sur un champ de bataille. Il existe plusieurs méthodes pour remporter les différentes batailles : détruire toutes les forces ennemies en présence, affronter et défaire un boss ou prendre un château. Le joueur dispose d'un nombre limité d'unités pour finir chaque carte. Durant les combats, la caméra passe d'une vue de dessus à une vue de profil.
Les unités se déplacent case par case, chaque unité ayant un quota de déplacement. Par exemple, les unités d'infanterie se déplacent moins que les cavaliers. Selon les types de terrain, les unités peuvent subir un malus de déplacement, à l'exception des chevaliers pégases. En contrepartie, ces derniers sont plus sensibles aux flèches que les autres unités. Chaque unité possède ainsi une classe, d'archer, de mage, de cavalier ou de guérisseur, qui détermine ses caractéristiques, la capacité de mouvement, la portée de ses attaques et les armes utilisables. Néanmoins, chaque personnage possède également des caractéristiques propres, lui permettant de se différencier d'un autre personnage de la même classe. Quand une unité atteint un certain niveau, elle peut être promue, et ainsi gagner de nouvelles caractéristiques. Alm évolue ainsi de guerrier à héros, et Celica de prêtresse à princesse.
L'un des changements notables est l'absence du triangle des armes, système basé sur le jeu pierre-papier-ciseaux, où l'épée est plus forte que la hache, elle-même ayant un avantage sur la lance, cette dernière battant l'épée, mis en place seulement dans Fire Emblem: Seisen no Keifu, le quatrième opus de la saga. Des modifications ont également été apportées à la magie par rapport au premier opus. En effet, contrairement au système présent dans Fire Emblem: Shadow Dragon & the Blade of Light, les sorts s'apprennent désormais en montant de niveau et lancer un sort coûte une partie minime des points de vie de l'unité. Les archers peuvent désormais attaquer jusqu'à une distance de cinq cases, contre seulement deux dans le jeu précédent. Les magiciens peuvent également invoquer des soldats d'argile, contrôlés par l'intelligence artificielle, bataillant pour le joueur. Les armes ne peuvent également plus être brisées au combat et chaque personnage possède une arme par défaut, que le joueur peut remplacer plus tard. Les premières ébauches du système de soutien apparaissent également, Alm et Celica ayant des chances accrues de porter des coups critiques lorsqu'ils combattent côte à côte,. D'autres objets, comme des anneaux qui augmentent la puissance magique, ou des boucliers qui améliorent la défense, peuvent également être portés par les unités.
De nouvelles fonctionnalités voient également le jour, comme le mode « Assaut », qui permet au joueur de lancer une attaque générale, ou également la fonction « Rassemblement », qui offre la possibilité au joueur de donner l'ordre aux personnages non-joueurs de se regrouper autour du commandant de l'armée, Alm ou Celica selon le niveau. Sur le champ de bataille, des cases de soin, de couleur rose, permettent aux unités de regagner des points de vie lorsqu'elles sont stationnées dessus.

## Développement

### Genèse du projet, équipe et nouveautés apportées au concept

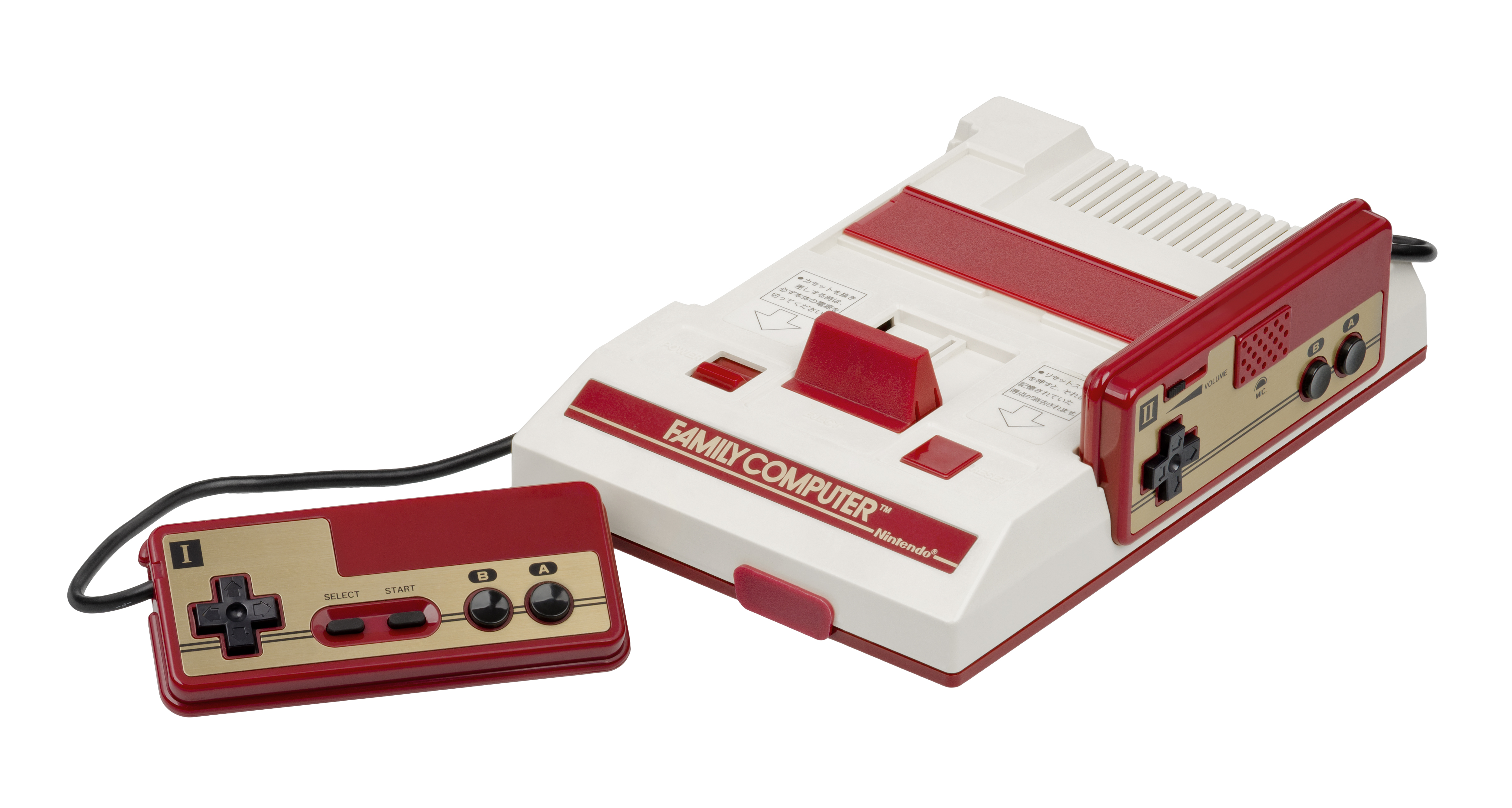
Console Nintendo Famicom, console d'origine de Fire Emblem Gaiden.

Le développement de Fire Emblem Gaiden débute en 1990, à la suite du succès commercial du premier jeu de la franchise Fire Emblem. Shouzou Kaga, le concepteur du jeu précédent, reprend son poste et Gunpei Yokoi reste le producteur du jeu. Les graphismes sont confiés à Naotaka Ohnishi, Satoshi Machida et Toshitaka Muramatsu. Yuka Tsujiyoko, qui a composé la musique de Fire Emblem: Shadow Dragon & the Blade of Light, reprend son poste pour Fire Emblem Gaiden, notamment du fait qu'elle soit le seul compositeur disponible. Le terme gaiden est d'ailleurs choisi pour sa signification, « histoire parallèle » en japonais, puisque l'équipe souhaite développer un spin-off du premier opus Fire Emblem: Shadow Dragon & the Blade of Light.
L'une des priorités de Kaga dans les nouveautés à apporter au jeu concerne les déplacements. La carte du monde est conçue pour que les unités puissent y être déplacées comme des pions sur un échiquier. Lorsque le joueur rencontre des ennemis, la caméra bascule alors pour adopter l'aspect grille mis en place dans le premier opus. De plus, à la suite de certaines critiques faites au premier jeu, Kaga souhaite également équilibrer le gameplay en termes de difficulté, en favorisant les gains d'expérience, plutôt que l'avancée lente et égale du premier jeu. Kaga souhaite améliorer l'intelligence artificielle des ennemis, afin d'améliorer l'aspect stratégique du jeu.

### Conception des lieux, des personnages et du scénario
Shouzou Kaga regrette que le premier jeu de la série soit si linéaire et estime que Fire Emblem: Shadow Dragon & the Blade of Light ne laisse pas assez de possibilités au joueur d'utiliser les unités. Il souhaite ainsi éviter cet écueil dans Fire Emblem Gaiden. Pour pallier ce problème, il désire créer un jeu basé sur des scénarios multiples et simultanés, ce qui finit par conduire à la création de Fire Emblem Gaiden et sa double campagne.
L'un des axes de développement du jeu est d'accentuer les relations entre les personnages, censés évoluer lors du jeu, aussi bien en caractéristiques, grâce aux promotions, qu'humainement, alors que l'intrigue avance. Afin de répondre à cela et de créer une histoire forte, Kaga crée ainsi les deux protagonistes, Alm et Celica. Pour donner au joueur l'impression de relation entre les personnages, il développe l'ébauche du système de soutien, permettant à Alm et Celica d'effectuer des frappes plus puissantes lorsqu'ils combattent côte à côte. De plus, pour donner l'impression que les unités progressent réellement à travers l'histoire, le système de progression est intégré, malgré la difficulté d'équilibrage que cela implique.
D'autres marqueurs du jeu vidéo de rôle sont ajoutés, notamment grâce aux cinq longs chapitres qui constituent le scénario, à l'opposé de ceux des autres opus de la saga, divisés en plusieurs petits chapitres. De, plus l'ajout de la carte du monde pousse Kaga à supprimer les boutiques du champ de bataille, pour rajouter des échoppes dans les villages qui peuvent être explorés.
Quelques références au jeu précédent, Fire Emblem: Shadow Dragon & the Blade of Light, sont ajoutées par Kaga, afin de créer une continuité entre les jeux. À titre d'exemple, les trois chevaliers pégases Est, Catria et Palla sont de nouveau des personnages jouables dans Fire Emblem Gaiden.

## Musique
La musique de Fire Emblem Gaiden est composée par Yuka Tsujiyoko, compositrice de l'opus précédent. Cette dernière subit plusieurs influences, dont celle de Shouzou Kaga, le concepteur du jeu. Pour faire ressentir au joueur l'impression d'histoire alternative, la compositrice travaille sur l'aspect systémique de la musique. Afin de contourner le problème de la limitation technique, les musiques 8-bit étant peu adaptées à la musique des jeux Fire Emblem, Tsujiyoko compose des mélodies faciles à comprendre, « lourdes et belles ».
Pour la création des thèmes de combat des ennemis, Yuka Tsujiyoko crée un rythme inhabituel en treize temps, avec un tempo rapide, ce qui donne une impression différente des thèmes des ennemis. La musique est un mélange entre musiques médiévales et des musiques de combat plus standards.
Tsujiyoko a volontairement composé plusieurs musiques aux intonations étranges, qui ne correspondent pas à la forme et aux motifs normaux, dans le but de créer un sentiment de tension durant les combats. Elle crée également des musiques expérimentales imprégnées de sentiment inconfortable, voire dégoûtant — ce qui est à l'opposé de ses propres goûts musicaux — afin de trouver des thèmes correspondants au jeu. Les musiques d'ambiance participent également grandement à l'immersion dans le jeu, elles reçoivent beaucoup de travail de la part des développeurs.
La musique de Fire Emblem Gaiden est disponible sur deux bandes originales distinctes. Le premier album est intitulé Fire Emblem The Best Volume 1 et regroupe les musiques des deux premiers jeux Fire Emblem, Fire Emblem: Shadow Dragon & the Blade of Light et Fire Emblem Gaiden.
L'intégralité de la bande-son de Fire Emblem Gaiden est incluse dans Fire Emblem Echoes : Shadow of Valentia - Original Soundtrack Album, la version complète de la bande son de Fire Emblem Echoes: Shadows of Valentia, remake de Fire Emblem Gaiden.

## Accueil

### Commercialisation, sortie et ventes
Le jeu utilise une puce MMC4, développée spécialement pour les jeux de la série Fire Emblem, pour répondre aux problèmes de limitation de mémoire de la Famicom, ainsi qu'au niveau de la gestion de l'intelligence artificielle.
Fire Emblem Gaiden sort le 14 mars 1992 au Japon seulement, sur une cartouche 2 Mbit, étant ainsi le dernier jeu Fire Emblem sur Famicom.
Le jeu ressort également à plusieurs reprises en version dématérialisée sur les consoles virtuelles de plusieurs consoles Nintendo, le 4 novembre 2009 sur la console virtuelle de la Wii, le 5 avril 2013 sur celle de la Nintendo 3DS, et le 20 avril 2014 sur celle de la Wii U, toujours au Japon exclusivement.
En 2002, Fire Emblem Gaiden s'est vendu à 324 699 exemplaires, ce qui en fait ainsi le cinquième jeu le plus vendu de la franchise Fire Emblem au Japon.

### Critiques
Lors de sa sortie, Fire Emblem Gaiden reçoit des avis mitigés de la part du magazine japonais de jeu vidéo Famitsu, qui lui donne la note de 28 sur 40, soit la note la plus basse accordée par le magazine à un jeu de la franchise Fire Emblem. Pour l'un des critiques, les changements de gameplay apportés à Fire Emblem Gaiden ne permettent pas de le comparer à son prédécesseur. Pour un autre critique, le jeu est considérablement meilleur que le précédent. Il est néanmoins plus critique sur la difficulté du jeu, trop faible dans la première partie et trop ardue dans la dernière moitié. Pour le dernier critique, bien qu'il apprécie le nombre de cartes considérablement plus important, il reste néanmoins critique sur les aspects stratégiques, plus faibles que dans le premier opus de la saga.
Les lecteurs du magazine japonais spécialisé de l'époque Family Computer Magazine décernent la note de 24,3 sur 30 à Fire Emblem Gaiden, quatre ans après la sortie du jeu au Japon.
Rétrospectivement, les nombreuses particularités qui le démarquent assez nettement des autres volets de la série, poussent une partie des observateurs à le considérer parfois comme le mouton noir de la franchise, un aspect qui a poussé Nintendo à en réaliser un remake,,.

## Postérité

Carte du continent de Valentia, avec, en rouge, l'empire de Rigel, et, en bleu, le royaume de Zofia. Devient plus tard le royaume de Valentia, puis l'empire de Valm.

### Place dans la série et influence tardive sur la saga
Les changements de gameplay apportés à Fire Emblem Gaiden ne sont pas tous repris dans les jeux suivants de la série, notamment le nouveau système de magie et d'usure des armes,. À ce titre, Fire Emblem Gaiden rejoint d'autres titres Famicom, comme Zelda II: The Adventure of Link, Super Mario Bros. 2 ou Castlevania II: Simon's Quest, qui, bien que suites directes du jeu les précédant (respectivement The Legend of Zelda, Mario et Castlevania), tentent de proposer des gameplays totalement différents, sans pour autant réussir à imposer ses changements pour les suites,. Un parallèle plus poussé peut être dressé avec Zelda II, ce dernier étant plutôt considéré par ses créateurs mêmes, comme un spin-off du jeu précédent, et qui a énormément changé les mécaniques de jeu. Dans le cas de Zelda II, le jeu propose une vue de dessus modifiée et simplifiée, mais rajoute une vue latérale et des marqueurs du genre RPG, comme la magie et l'évolution de l'expérience du personnage joueur. De plus, tout comme The Legend of Zelda: A Link to the Past est revenu en arrière, annulant la plupart des changements apportés par The Adventure of Link, Fire Emblem: Mystery of the Emblem, le troisième opus de la saga Fire Emblem, tourne lui aussi le dos aux nouveautés amenées par Fire Emblem Gaiden. Par la suite, les développeurs de The Legend of Zelda: Majora's Mask déclarent également s'être inspirés de Fire Emblem Gaiden pour créer une histoire parallèle, un pas latéral plutôt qu'un pas en avant dans la création d'une suite à The Legend of Zelda: Ocarina of Time.
Néanmoins, plusieurs des innovations de Fire Emblem Gaiden, même si elles ne refont surface dans les suites immédiates, apparaissent d'une manière ou d'une autre dans les futures itérations de la série. Le système de promotions des classes est conservé et le principe de soutien ébauché dans Fire Emblem Gaiden devient l'un des mécanismes clés de la série, de retour dès Fire Emblem: Seisen no Keifu, quatrième épisode de la saga. En effet, Fire Emblem: The Sacred Stones et Fire Emblem: Awakening empruntent à Fire Emblem Gaiden la carte du monde explorable,, peuplée de monstres, parfois les mêmes que ceux de Fire Emblem Gaiden. Le système d'échoppes fait également son retour dans Fire Emblem: Awakening. Sur un plan technique, la compositrice de Fire Emblem Gaiden fait également son retour pour composer la musique des itérations suivantes de la saga.
Fire Emblem: The Sacred Stones reprend néanmoins plus que la carte du monde explorable. Il inclut également à l'histoire un scénario double, nous donnant le choix de suivre deux membres de la royauté, un prince et une princesse (ici frère et sœur), qui rappelle ainsi le contrôle des armées parallèles d'Alm et Celica, eux aussi prince et princesse. Un thème musical est également partagé par les deux versions, le thème de l'arène de Fire Emblem: The Sacred Stones étant le thème de combat de Fire Emblem Gaiden. Fire Emblem Fates, quatorze ans plus tard, réutilise le concept des armes incassables et l'inclusion de trois personnages du jeu précédent (bien que quatre personnages de Fire Emblem: Shadow Dragon & the Blade of Light apparaissent dans Fire Emblem Gaiden et que seulement trois personnages de Fire Emblem: Awakening apparaissent dans Fire Emblem Fates, c'est la notion de trio qui est réutilisée, les trois vassaux de Fates s'inspirant des trois sœurs pégases).
Dans Fire Emblem: Awakening, qui se déroule mille ans après Fire Emblem Gaiden, les protagonistes doivent se défendre contre l'empire de Valm, qui dirige le continent de Valentia, renommé ainsi en l'honneur de son premier Saint Roi, Alm. Toujours dans le même jeu, Alm et Celica apparaissent en tant que personnages recrutables via des contenus additionnels. Ils bénéficient tous deux d'un redesign pour l'occasion.

### Produits dérivés
Plusieurs albums contenant une compilation de musique de tous les opus de la saga Fire Emblem contiennent des musiques provenant de Fire Emblem Gaiden. Le 22 février 2017, sort ainsi au Japon uniquement Fire Emblem Music Collection Piano : ~Faith & Engagement~, produit par Yuka Tsujiyoko et distribué par Symphony No. 5 et Tablier Communications. Il contient deux musiques de Fire Emblem Gaiden. Le 28 mars 2018, une autre compilation, intitulée Fire Emblem Music Collection : Session ~Flower of Enchantment~ sort également au Japon uniquement, grâce à la même équipe. Ce dernier contient une seule musique de Fire Emblem Gaiden, mais également deux issues de Fire Emblem Echoes: Shadows of Valentia,.
De plus, en février 1993, un manga en un unique volume adapté du jeu sort au Japon sous le titre de Fire Emblem Gaiden, écrit par Maki Hakoda, il est publié par Asuka Comics.

### Remise au goût du jour
Enfin, en 2017, un remake complet du jeu, Fire Emblem Echoes: Shadows of Valentia, sort sur Nintendo 3DS dans le monde entier, permettant aux joueurs du monde entier de découvrir l'histoire d'Alm et Celica. Ce dernier conserve les exclusivités présentes dans Fire Emblem Gaiden, comme l'absence du triangle des armes, tout en les adaptant aux standards de l'époque (2017). Bien que de nouveaux personnages et un chapitre supplémentaire soient ajoutés à la fin de l'histoire et que les graphismes soient améliorés, ce remake reste très fidèle à l'original. La jaquette de l'édition collector du jeu est d'ailleurs réversible, répliquant exactement la jaquette originale de Fire Emblem Gaiden.
Comme de nombreux personnages de la franchise Fire Emblem, certains issus de Fire Emblem Gaiden sont inclus dans le jeu mobile Fire Emblem Heroes. En effet, Alm, Clair, Lukas et Faye, tous membres de la Délivrance sont ajoutés le 14 avril 2017. Le 15 mai 2017, c'est au tour de Celica et de ses meilleurs amis Boey, Mae et Genny. Plus tard dans l'année, le 28 juillet 2017, d'autres personnages du jeu, Gray, Mathilda et Delthea (membres de l'armée d'Alm) ainsi que Sonya, Saber et Leon (membres de l'armée de Celica) sont ajoutés. Les personnages de Fire Emblem Gaiden sont également à l'honneur lors d'une « Tourmente » (mode de jeu durant plusieurs semaines), « l'écho des lames », en juillet 2017, ainsi que d'autres événements plus courts, comme la bataille des héros liés « Alm et Celica ».
Celica, l'héroïne de Fire Emblem Gaiden, rejoint également les rangs des combattants jouables dans Fire Emblem Warriors, spin-off de la série dans laquelle différents personnages de différents opus peuvent être incarnés. Une carte du mode « Chroniques » est également entièrement basée sur une des cartes de Fire Emblem Gaiden, elle mimique la scène d'enlèvement de Celica, ainsi que sa libération.
Celica est de plus l'un des personnages auxquels il est possible de faire appel grâce aux Emblèmes dans Fire Emblem Engage.
Les personnages de Fire Emblem Gaiden sont également représentés sur des cartes officielles dans le jeu de carte Fire Emblem Cipher. En effet, la neuvième vague de cartes, sortie en milieu d’année 2017, est dédiée à Fire Emblem Echoes: Shadows of Valentia, en plus de Fire Emblem: The Binding Blade et de Fire Emblem: Path of Radiance, dans laquelle figurent des personnages comme Alm, Celica, et leurs membres d'armées respectifs. Un deck spécial contenant 40 cartes dont plusieurs exclusives sort au même moment. La onzième série, sortie fin 2017, présente également des personnages de Fire Emblem Gaiden en plus de personnages de Fire Emblem Warriors et de Fire Emblem: The Sacred Stones, et introduit notamment des personnages exclus de la série précédente, comme Forsyth ou Python, membres de la Délivrance.
Selon un sondage de popularité des personnages de Fire Emblem organisé par Nintendo en janvier 2018 (soit après la sortie du remake) dans le cadre d'un événement lié à Fire Emblem Heroes, Celica, l'héroïne de Fire Emblem Gaiden arrive en première place du classement féminin et en deuxième place du classement général, avec 36 302 votes. Alm, de son côté, arrive 4e du classement masculin et en 9e place du classement général, avec 18 716 votes.
L'année suivante, un nouveau sondage excluant les gagnants de l'édition précédente est lancé. Cette fois ci, Alm arrive en tête des voix, que ce soit du classement masculin ou mixte avec 62 216 votes.

### En dehors de la franchiseFire Emblem
Différentes musiques provenant de Fire Emblem Gaiden sont présentes dans les différentes itérations de la série Super Smash Bros., comme dans Super Smash Bros. for Nintendo 3DS / for Wii U, qui inclut la musique de combat de Celica.